# William Hayes (généticien)
William Hayes (18 janvier 1913 - 7 janvier 1994) est un généticien irlandais.

## Jeunesse
Il est né à Rathfarnham, Comté de Dublin, fils unique de William Hayes, un pharmacien prospère de Dublin, et de sa seconde épouse, Miriam Harris. Hayes est encore un enfant lorsque son père meurt, et il vit avec sa mère et sa grand-mère et est éduqué à la maison par une gouvernante, avant d'aller dans une école préparatoire à Dalkey puis en 1927 au St Columba's College à Rathfarnham, où son intérêt précoce en sciences commence à se développer comme passe-temps. Il étudie la médecine au Trinity College de Dublin, obtient un baccalauréat en sciences naturelles en 1936 et se qualifie en médecine l'année suivante (MB, BCh, Université de Dublin) .

## Carrière
Il effectue des stages au Victoria Hospital de Blackpool et au Sir Patrick Dun's Hospital de Dublin, avant de devenir assistant de son mentor, le professeur JW Bigger, au département de bactériologie du Trinity College. Il travaille sur la bactériologie et la sérologie diagnostiques de routine et des études de variation de phase chez Salmonella.
Pendant la Seconde Guerre mondiale, il est major dans le Royal Army Medical Corps au service du Indian Army Medical Corps. Il commence à travailler sur la pénicilline, écrit un livre sur la thérapie à la pénicilline et publie certains de ses travaux sur l'infection à Salmonella dans l'armée en Inde, ce qui marque le début de son intérêt actif pour la génétique bactérienne.
En 1947, Hayes retourne à un poste de conférencier au Trinity College de Dublin, où il poursuit ses études avec Salmonella, développant son enthousiasme pour la génétique bactérienne et obtenant le diplôme de DSc. En 1950, il passe ensuite à un poste de maître de conférences en bactériologie à la faculté de médecine postdoctorale de l'Université de Londres à Hammersmith et commence à travailler sur l'accouplement bactérien. Il développe le concept d'un partenariat donneur-bénéficiaire avec transfert unidirectionnel de matériel génétique. L'importance de cette découverte est rapidement soulignée et largement reconnue lorsqu'il constate qu'une partie seulement du matériel génétique est transférée de la souche donneuse (mâle) au receveur. L'annonce de ces résultats spectaculaires lors d'une réunion à Pallanza en 1952 établit fermement Hayes au niveau international comme un leader dans son domaine.
En mars 1964, il est élu membre de la Royal Society  et, en 1965, prononce leur conférence Leeuwenhoek. Il prononce la conférence Bateson, au symposium John Innes en 1972 sur "La génétique moléculaire en rétrospective".
Après une année sabbatique au California Institute of Technology, il devient directeur en 1957 d'une nouvelle unité de génétique microbienne du Conseil de la recherche médicale à Hammersmith. En 1968, l'équipe rejoint le tout nouveau département de biologie moléculaire de l'université d'Edimbourg.
En 1973, le nouveau département d'Edimbourg étant solidement établi, Hayes accepte la chaire de génétique de l'Université nationale australienne de Canberra et retourne aux travaux expérimentaux sur Escherichia coli.

## Fin de carrière
Il prend sa retraite en 1978 et déménage à Sydney, en Nouvelle-Galles du Sud, où il est décédé en 1994. Il épouse Honora Lee en 1941; leur fils Michael est un professionnel de la santé.
Il travaille à titre émérite au département de botanique de l'Université nationale australienne pendant la majeure partie des années 1980.
Il est Membre du Collège royal des médecins d'Irlande (1943), de la Royal Society de Londres (1964)  , Membre de la Royal Society of Edinburgh (1968) et d'Académie australienne des sciences (1976). Il prononce plusieurs conférences dont la Royal Society Leeuwenhoek Lecture (1965), la Genetical Society Mendel Lecture (1965), la première Griffith Memorial Lecture (1965) et la Macfarlane Burnet Medal and Lecture of the Australian Academy of Science (1977).